# Либенберг, Ли-Энн
Ли-Энн Ли́бенберг (англ. Lee-Anne Liebenberg; 9 декабря 1982, Редупурт, Гаутенг, ЮАР) — южноафриканская актриса, каскадёрша, фотомодель, визажистка и телеведущая.

## Биография и карьера
Ли-Энн Либенберг родилась 9 декабря 1982 года в Редупурте (провинция Гаутенг, ЮАР).
Начиная с 1993 года, на счету Ли-Энн более чем 30-ти киноработ в качестве актрисы, каскадёра и визажиста; одна из её самых известных ролей — Гадюки в фильме «Судный день» (2008). В 2005 году южноафриканский журнал «FHM» назвал Либенберг «Самой сексуальной женщиной в мире». В 2013 году она появилась в южноафриканском «Maxim».

## Личная жизнь
С 19 марта 2011 года Ли-Энн замужем за Никки ван дер Уолтом. У супругов есть двое дочерей — Джия ван дер Уолт (род. 2010) и Габриэлла ван дер Уолт (род. 14.04.2014).